# Ђовани Фалконе
Ђовани Фалконе (итал. Giovanni Falcone; Палермо, 18. мај 1939 — Палермо, 23. мај 1992), пуно име Ђовани Салваторе Аугусто Фалконе, је био италијански судија специјализован за вођење случајева против сицилијанске мафије.

## Биографија
Ђовани Фалконе рођен је у Палерму 1939. године од Артура Фалконеа и Луисе Бентивегна. Кућа у којој је породица рођена, у којој је провео детињство, налазила се у резиденцијалном делу данашње Пјаца Мађоне, која је у потпуности уништена током Другог светског рата. Као дете, Фалконе је био пријатељ са Паоло Борселином, који је имао свој дом у суседној улици Виа Ветриера. Кратко време похађао је Морнаричку академију у Ливорноу. Потом је студирао право и дипломирао 1961. Потом је три године радио као адвокат, а за судију је именован 1964. године. Његов најближи сарадник и пријатељ Борселино је такође био судија који се борио против мафије. Он је убијен два месеца након атентата на Фалконеа.

## Процес мафије
Почетком 1980-их, Фалконе је, као истражни судија, основао посебну комисију за борбу против мафије заједно са тадашњим главним судијом у Врховном савету судства Роком Чинки и са Лилианом Фераром из Министарства правде у Палерму. Сицилијанска мафија која је широко распрострањена на Сицилији, изнова и изнова је јасно ставила до знања кроз бројне нападе на истражитеље да неће допустити такве поремећаје своје моћи и пословања; 1983. године, извршен је бомбашки атентат на Чиника.
1984. Фалконе је успео да наговори мафијашког великана Томазо Бушета да прекрши Омерта заповест и стави се на располагање као кључни сведок. Бушета изјаве имале су велику вредност за истражитеље и довеле су до затвора многе мафијаше. Фалконе, који је био под сталном полицијском заштитом, неометано је водио такозвани  „Макси процес“ против око 400 припадника мафије од фебруара 1986. надаље, који је трајао 22 месеца и од којих су многи били осуђени на дуготрајне затворске казне због поступка које је водио припремљено. Место преговора био је посебно изграђен бункер унутар затвора у Палерму, који је могао да издржи чак и ракетни напад. Током процеса објекат је обезбеђивало око 500 чувара и резервоар, а надзирао се и ваздушни простор. Кроз своје истраге, Фалконе је продро до сржи мафије. Даља масовна суђења уследила су у наредних неколико година након што је Фалконе успео да искористи изјаве других признатих мафијаша. 1991. Фалконе се преселио у Министарство правде.

## Атентат
Убијен је 23. маја 1992 године. Атентатори су одложили 500 кг ТНТ динамита сакривеног у канал за отпадне воде ископан паралелно са путем, у близини места Капачи испод аутопута А29 који води од аеродрома Палермо до самог града Палермо. Детонација је пуном снагом захватила два аутомобила. У једном је погинуо најпознатији и најпопуларнији борац против мафије, истражни судија Ђовани Фалконе.
 Убијени су и његова супруга Франческа и тројица телохранитеља; возач Ђузепе Костанца случајно је преживео. Црвена гранитна плоча на аутопуту А29 данас представља спомен обележје на напад. Фалконе је сахрањен у гробној капели своје породице на гробљу Сант Орсола у Палерму.
Бивши шеф мафије Гаспаре Спатуза, који је признао око 40 убистава, добио је блажу казну јер је постао полицијски доушник и омогућио решење бројних кривичних дела, укључујући низ мафијашких напада који су потресли читаву земљу.
Лидер Коза Ностре, Ђузепе Баранца, који је ухапшен 1996. године, морао је да одговара за напад. Према речима неколико сведока, атентат је наручио тадашњи „шеф шефова“ Салваторе Рина. Двадесет година након напада, у новембру 2012. године, полиција је ухапсила осумњиченог добављача експлозива, рибара Kосимо Дамато. Признање претходних мафијаша одвело је истражитеље на његов траг. Према полицијским изворима, Дамато је помогао у вађењу ТНТ-а кориштеног у нападу из бомби из Другог свјетског рата које је вадио из мора. Ђузепе Баранца и Кристофоро Канела осуђени су на доживотни затвор, а Kосимо Дамато на 30 година.